# Ruxandra Dragomir
Ruxandra Maria Dragomir (Pitești, 24 oktober 1972) is een voormalig professioneel tennisspeelster uit Roemenië. Dragomir begon met tennis toen zij acht jaar oud was. Zij speelt rechtshandig en heeft een enkelhandige backhand. Op 14 maart 2001 trouwde zij met Florent Ilie – daarna schreef zij zich op toernooien in als Ruxandra Dragomir-Ilie. Zij was actief in het proftennis van 1990 tot en met 2005. Tussen 2009 en 2013 was zij voorzitter van de Roemeense tennisfederatie.

## Loopbaan

### Enkelspel
Op de WTA-tour wist zij vier enkelspeltitels te behalen, waaronder in 1997 het toernooi van Rosmalen. Zij versloeg in de finale de Nederlandse Miriam Oremans. Daarnaast bereikte zij op nog eens vier WTA-toernooien de finale. Zij vertegenwoordigde Roemenië op de Olympische Spelen van 1996 in Atlanta, en nogmaals in 2000 in Sydney. Haar hoogste notering op de WTA-ranglijst in het enkelspel was de 15e plaats (augustus 1997).
Haar beste resultaat op een grandslamtoernooi is het bereiken van de kwartfinale op Roland Garros in 1997. Zij verloor deze van de Kroatische Iva Majoli.

### Dubbelspel
Samen met Irina Spîrlea nam zij in 1992 deel aan de Olympische Spelen in Barcelona.
In het vrouwendubbelspel wist zij vijf titels op de WTA-tour te winnen, waaronder ook een titel op het toernooi van Rosmalen in 2001 met de Russin Nadja Petrova. In de finale versloegen zij het Belgisch/Nederlands koppel Kim Clijsters en Miriam Oremans.
Haar beste resultaat op de grandslamtoernooien is het bereiken van de kwartfinale op het US Open 1997, samen met Iva Majoli. Ook bij het gemengd dubbelspel was de kwartfinale haar beste resultaat – dat deed zij samen met Leander Paes op Wimbledon 1997. Haar hoogste notering op de WTA-ranglijst was de 21e plaats, die zij bereikte in september 1997.

### Tennis in teamverband
In de periode 1991–1999 maakte Dragomir deel uit van het Roemeense Fed Cup-team – zij vergaarde daar een winst/verlies-balans van 30–17.

## Posities op deWTA-ranglijst
Positie per einde seizoen:
| jaar | rang enkelspel | rang dubbelspel |
| ---- | -------------- | --------------- |
| 1990 | 291            | 282             |
| 1991 | 322            | 282             |
| 1992 | 140            | 155             |
| 1993 | 74             | 99              |
| 1994 | 82             | 98              |
| 1995 | 54             | 74              |
| 1996 | 25             | 67              |
| 1997 | 19             | 21              |
| 1998 | 38             | 58              |
| 1999 | 20             | 50              |
| 2000 | 45             | 41              |
| 2001 | 129            | 66              |
|      |                |                 |
| 2003 | –              | 260             |
| 2004 | 259            | 118             |
| 2005 | 702            | 114             |

## Palmares
| Legenda                |
| ---------------------- |
| Grandslamtoernooi      |
| Olympische Spelen      |
| Year-End Championships |
| Tier I                 |
| Tier II                |
| Tier III               |
| Tier IV & V            |

### WTA-finaleplaatsen enkelspel
| nr.              | finale     | toernooi            | ondergrond | tegenstandster      | score          |         |
| ---------------- | ---------- | ------------------- | ---------- | ------------------- | -------------- | ------- |
| gewonnen finales |            |                     |            |                     |                |         |
| 1.               | 1996-05-12 | WTA Boedapest       | gravel     | Melanie Schnell     | 7-6, 6-1       | details |
| 2.               | 1996-09-15 | WTA Karlsbad        | gravel     | Patty Schnyder      | 6-2, 3-6, 6-4  | details |
| 3.               | 1996-11-24 | WTA Pattaya         | hardcourt  | Tamarine Tanasugarn | 7-6, 6-4       | details |
| 4.               | 1997-06-22 | WTA Rosmalen        | gras       | Miriam Oremans      | 5-7, 6-2, 6-4  | details |
| verloren finales |            |                     |            |                     |                |         |
| 1.               | 1995-07-30 | WTA Maria Lankowitz | gravel     | Judith Wiesner      | 6-7, 3-6       | details |
| 2.               | 1997-05-04 | WTA Hamburg         | gravel     | Iva Majoli          | 3-6, 2-6       | details |
| 3.               | 1999-04-11 | WTA Amelia Island   | gravel     | Monica Seles        | 2-6, 3-6       | details |
| 4.               | 2000-06-24 | WTA Rosmalen        | gras       | Martina Hingis      | 2-6, 0-3, opg. | details |

### WTA-finaleplaatsen vrouwendubbelspel
| nr.              | finale     | toernooi         | ondergrond | partner                | tegenstandsters                     | score         |         |
| ---------------- | ---------- | ---------------- | ---------- | ---------------------- | ----------------------------------- | ------------- | ------- |
| gewonnen finales |            |                  |            |                        |                                     |               |         |
| 1.               | 1994-07-10 | WTA Palermo      | gravel     | Laura Garrone          | Alice Canepa Giulia Casoni          | 6-1, 6-0      | details |
| 2.               | 1995-05-20 | WTA Bournemouth  | gravel     | Mariaan de Swardt      | Kerry-Anne Guse Patricia Hy-Boulais | 6-3, 7-5      | details |
| 3.               | 1997-07-20 | WTA Praag        | gravel     | Karina Habšudová       | Eva Martincová Helena Vildová       | 6-1, 5-7, 6-2 | details |
| 4.               | 1997-07-27 | WTA Warschau     | gravel     | Inés Gorrochategui     | Meike Babel Catherine Barclay       | 6-4, 6-0      | details |
| 5.               | 2001-06-23 | WTA Rosmalen     | gras       | Nadja Petrova          | Kim Clijsters Miriam Oremans        | 7-6, 6-7, 6-4 | details |
| verloren finales |            |                  |            |                        |                                     |               |         |
| 1.               | 1997-01-05 | WTA Hope Island  | hardcourt  | Silvia Farina          | Naoko Kijimuta Nana Miyagi          | 6-7, 1-6      | details |
| 2.               | 1997-05-04 | WTA Hamburg      | gravel     | Iva Majoli             | Anke Huber Mary Pierce              | 6-2, 6-7, 2-6 | details |
| 3.               | 2000-07-16 | WTA Palermo      | gravel     | Virginia Ruano Pascual | Silvia Farina Rita Grande           | 4-6, 6-0, 6-7 | details |
| 4.               | 2001-01-13 | WTA Hobart       | hardcourt  | Virginia Ruano Pascual | Cara Black Jelena Lichovtseva       | 4-6, 1-6      | details |
| 5.               | 2001-07-22 | WTA Knokke-Heist | gravel     | Andreea Vanc           | Virginia Ruano Pascual Magüi Serna  | 4-6, 3-6      | details |

## Resultaten grandslamtoernooien
| Legenda | Legenda                          |
| ------- | -------------------------------- |
| g.t.    | geen toernooi gehouden           |
| l.c.    | lagere categorie                 |
| –       | niet deelgenomen                 |
| G       | uitgeschakeld in de groepsfase   |
| 1R      | uitgeschakeld in de eerste ronde |
| 2R      | uitgeschakeld in de tweede ronde |
| 3R      | uitgeschakeld in de derde ronde  |
| 4R      | uitgeschakeld in de vierde ronde |
| KF      | uitgeschakeld in de kwartfinale  |
| HF      | uitgeschakeld in de halve finale |
| F       | de finale verloren               |
| W       | het toernooi gewonnen            |
| w-v     | winst/verlies-balans             |

### Enkelspel
| Toernooi        | 1993 | 1994 | 1995 | 1996 | 1997 | 1998 | 1999 | 2000 | 2001 |    | 2004 | w-v |
| --------------- | ---- | ---- | ---- | ---- | ---- | ---- | ---- | ---- | ---- | -- | ---- | --- |
| Australian Open | –    | 1R   | 2R   | 2R   | 4R   | 4R   | 3R   | 3R   | 3R   | 1R | 14-9 |     |
| Roland Garros   | 4R   | 4R   | 4R   | 2R   | KF   | 3R   | 4R   | 4R   | 1R   | –  | 22-9 |     |
| Wimbledon       | 2R   | 2R   | 1R   | 3R   | 1R   | 1R   | 2R   | 1R   | 1R   | –  | 5-9  |     |
| US Open         | 1R   | 2R   | 1R   | 1R   | 1R   | 1R   | 2R   | 2R   | –    | –  | 3-8  |     |

### Vrouwendubbelspel
| Toernooi        | 1993 | 1994 | 1995 | 1996 | 1997 | 1998 | 1999 | 2000 | 2001 |    | 2003 | 2004 | 2005 | w-v |
| --------------- | ---- | ---- | ---- | ---- | ---- | ---- | ---- | ---- | ---- | -- | ---- | ---- | ---- | --- |
| Australian Open | –    | 2R   | 1R   | 1R   | 3R   | 3R   | 3R   | 2R   | 1R   | –  | –    | 2R   | 9-9  |     |
| Roland Garros   | –    | 1R   | 1R   | 1R   | 3R   | 1R   | 2R   | 2R   | 2R   | –  | 1R   | 1R   | 5-10 |     |
| Wimbledon       | –    | 1R   | 1R   | 2R   | 1R   | 1R   | 1R   | 2R   | 1R   | 2R | –    | –    | 3-9  |     |
| US Open         | 1R   | 1R   | 1R   | 2R   | KF   | 3R   | 2R   | 1R   | –    | –  | –    | –    | 7-8  |     |

### Gemengd dubbelspel
| Toernooi        | 1997 | 1998 | w-v |
| --------------- | ---- | ---- | --- |
| Australian Open | –    | 1R   | 0-1 |
| Roland Garros   | 3R   | –    | 2-1 |
| Wimbledon       | KF   | –    | 2-1 |
| US Open         | 1R   | –    | 0-1 |